# Tạ Huyền
Tạ Huyền (chữ Hán: 謝玄; 343-388), tên tự là Ấu Độ (幼度), là đại tướng nhà Đông Tấn trong lịch sử Trung Quốc, người Dương Hạ, Trần quận, nay là huyện Thái Khang, tỉnh Hà Nam, Trung Quốc. Tên tuổi ông gắn liền với trận Phì Thủy nổi tiếng.

## Thời trẻ
Tạ Huyền là cháu của tể tướng Tạ An nhà Đông Tấn, cha ông là An tây tư mã Tạ Dịch làm quan dưới trướng Hoàn Ôn, chị gái ông là Tạ Đạo Uẩn nổi tiếng thơ văn. Từ thuở nhỏ ông đã tỏ ra là người thông minh.
Thời Đông Tấn, nhà Tấn suy yếu phải rút về Giang Nam, miền bắc Trung Quốc bị các nước Ngũ Hồ chiếm đóng.
Khi trưởng thành, Tạ Huyền tỏ ra là người có chí lớn. Dù được nhiều nơi chiêu dụng nhưng cuối cùng ông nhận phục vụ dưới trướng đại tướng Hoàn Ôn. Sau đó, ông được làm tư mã dưới quyền tướng Hoàn Hoát (cùng họ và dưới quyền Hoàn Ôn) tại Nam Quận, chuyên trách phòng biên cương phía bắc.

## Được ông tiến cử
Lúc đó vua nước Tiền Tần là Phù Kiên đã làm chủ toàn miền bắc Trung Quốc, mưu tiêu diệt Đông Tấn để thống nhất toàn quốc. Phù Kiên chia quân cho các tướng đi đánh phá biên giới Đông Tấn.
Triều đình nhà Tấn họp bàn cử người mang quân ra chống giữ. Mọi người tranh luận mãi, cuối cùng Tạ An tiến cử Tạ Huyền. Trung thư lang Hi Siêu vốn bất hòa với Tạ Huyền nhưng khi nghe Tạ An tiến cử Tạ Huyền lại tỏ ra rất mừng rỡ, khen ngợi Tạ An.
Tấn Hiếu Vũ đế bèn triệu Tạ Huyền vào cung, phong làm Kiến Vũ tướng quân, thứ sử Duyện châu, lo việc quân sự Quảng Lăng, Tương Giang, Lâm Giang, trấn thủ Giang Lăng. Tạ Huyền nhận lệnh xong bèn chiêu mộ binh sĩ,lấy Lưu Lao Chi làm Tham quân, tổ chức thành "quân Bắc phủ" vì khi đó quân Tấn đang rất thiếu lực lượng chiến đấu.Vì về sau Tạ Huyền kiêm lãnh Từ Châu đóng ở Kinh Khẩu (Giang Tô),người thời Tấn thường gọi Kinh Khẩu là Bắc Phủ từ đó có danh hiệu quân Bắc Phủ.
Ông tuyển lựa số đông là những người nông dân chạy nạn từ phương bắc về. Những người này phải bỏ quê hương, tha hương cầu thực nên rất nóng lòng chiến đấu để giành lại miền bắc, trở lại quê cũ.

## Giải vây hai thành
Tháng 2 năm 378, vua Tiền Tần là Phù Kiên công phá Tương Dương. Tạ Huyền mang quân đi cứu viện, nhưng chưa đến nơi thì Tương Dương đã mất. Tướng giữ thành là Chu Tự bị quân Tần bắt sống.
Phù Kiên sai đại tướng Bành Siêu dẫn 7 vạn quân đi công phá Bành Thành. Tạ Huyền nghe tin lại mang 1 vạn quân đi cứu ứng. Trên đường đi, một mặt ông sai tướng Điền Hoành đến Bành Thành, báo cho quân trong thành biết viện binh sắp đến cứu để yên tâm giữ thành, mặt khác ông chia quân đi cướp quân trang của Bành Siêu ở Thành Lưu. Phù Kiên lo lắng bèn ra lệnh cho Bành Siêu về lo bảo vệ quân nhu. Các tướng Tấn trong Bành Thành là Đái Độn và Đái Lộc hợp binh phá vỡ vòng vây ra ngoài.
Năm 379, Bành Siêu và Câu Nan lại mang quân đánh Đông Tấn, lần lượt chiếm Vu Thai và Hoài Âm. Quân Tấn thua trận, tướng Mao Tảo tử trận còn Mao An bỏ chạy. Quân Tần tập trung 3 vạn quân đánh Tam A. Tạ Huyền xuất phát từ Giang Lăng đi cứu, đánh nhau với quân Tần ở Bạch Mã Đường, đánh lui quân Tần, chém tướng Đô Nhan. Tam A được giải vây.
Sau chiến thắng này, triều đình phong ông làm Quán quân tướng quân, thứ sử Từ châu, Đông Hưng quận hầu.

## Đại chiến Phì Thủy
Dù chưa chiếm được Đông Tấn nhưng Phù Kiên vẫn chiếm ưu thế, lấn được nhiều đất đai. Do đó vua Tần quyết tâm diệt hẳn Đông Tấn. Bất chấp sự can gián của triều thần, tháng 8 năm 383, Phù Kiên dẫn 90 vạn quân xuống phía nam. Cả đoàn quân Tiền Tần hùng mạnh hành quân kéo dài hàng ngàn dặm.
Tướng tiên phong của Tiền Tần là Phù Dung (em trai Phù Kiên) mang 27 vạn quân đi trước, tiến đến Dĩnh Khẩu. Tháng 9 năm đó, Phù Kiên tấn công Hạng Thành. Ngoài ra còn có các cánh quân Kinh châu tiến đến Uy Dương, cánh quân U châu và Ký châu tiến đến Bành Thành; quân từ Thục tiến vào Trường Giang, Hán Giang.
Tấn Hiếu Vũ đế quyết định cử Tạ An làm Đô đốc lo việc quân sự cả châu Dương, Tượng, Từ, Duyện, Thanh, kiêm thái thú Kiến Khang; Tạ Thạch làm chinh lỗ tướng quân; Tạ Huyền được phong làm Đô đốc tiên phong, dẫn 8 vạn quân ra đương đầu với quân Tần. Ngoài ra còn có tướng Hồ Lâm được lệnh mang 5000 quân thủy ra tiếp ứng ở Thọ Dương.
Tháng 10, tướng Tiền Tần là Mộ Dung Thùy đánh Vân Thành, Phù Dung tấn công Thọ Dương, áp sát Hiệp Thạch; Lương Thành mang 5 vạn quân tiến vào Lạc Gián, chặn đường tiếp viện của quân Tấn cho Hiệp Thạch.
Trước thế mạnh của quân Tần, Tạ Huyền và Tạ Thạch dựng trại cách Lạc Gián khoảng 25 dặm, không thể tiến lên nữa. Tướng Tấn là Hồ Lâm phòng thủ Hiệp Thạch, lương thảo đã hết, liền viết thư cho Tạ Thạch cáo cấp tình hình. Phù Dung bắt được thư của sứ giả Đông Tấn, bèn báo lại cho Phù Kiên. Phù Kiên để lại phần lớn quân ở lại Thuận Thành, còn mình tự dẫn 8000 kỵ binh đến Thọ Dương.
Tạ Huyền và Tạ Thạch lo lắng. Phù Kiên sai hàng tướng Chu Tự đến doanh trại của Tạ Huyền dụ hàng. Chu Tự sau khi thất thủ Tương Dương vẫn có chí theo Đông Tấn, bèn mang hết tình hình quân Tần báo cho Tạ Huyền. Tự còn khuyên Tạ Huyền:
Nếu để cho quân Tần đến đủ cả trăm vạn thì khó lòng phá nổi. Hãy nhân khi quân nó chưa đến đông đủ mà tấn công thì mới có thể thắng được.
Tháng 11 năm đó, Tạ Huyền sai Lưu Lao Chi mang 5000 quân đến Lạc Gián. Quân Lưu Lao Chi đến cách Lạc Gián 10 dặm thì bị quân Tần chặn lại. Lao Chi dũng cảm cho quân vượt sông, đánh bại quân Tần. Quân Tần thua chạy, chết đuối đến hơn 1 vạn người. Tạ Huyền lại phái quân thủy, lục đến tiếp ứng, đánh quân Tần thua to.
Phù Kiên đứng trên núi Bát Công thấy quân Tấn dũng mãnh bắt đầu lo lắng, bèn sai bộ tướng của Phù Dung là Kỳ Liệt mang quân đóng ở bờ bắc sông Phì Thủy. Tạ Huyền bèn sai sứ đến nói với Phù Dung rằng:
Ông là người tinh thông binh pháp, vậy lại dàn quân ngay mặt trước, như thế là có ý lưu lại đánh lâu ngày, không muốn thắng nhanh. Chi bằng hãy lui lại phía sau một ít để quân tôi qua sông, quyết một trận sống mái cho xong!
Phù Kiên muốn nhân lúc quân Tấn qua nửa chừng thì đánh úp nên chấp thuận đề nghị đó trong khi các tướng Tần phản đối. Phù Dung tán đồng ý kiến của anh, bèn hạ lệnh cho quân lui lại để chờ quân Tấn. Quân Tần đông, rút lui dần dần loạn đội hình. Hàng tướng Chu Tự cầm 1 cánh quân, nhân đó hô to:
Quân Tần thua to rồi!
Quân Tần nghe vậy hoảng loạn, tranh nhau chạy trốn, Phù Dung không ngăn lại được. Tạ Huyền thừa cơ thúc quân qua sông tấn công vào quân Tần. Quân Tần bị giết rất nhiều. Phù Dung ngã ngựa chết trong đám loạn quân.
Tạ Huyền thừa thắng đuổi theo quân Tần đến tận huyện Thọ, thu được rất nhiều khí giới và 10 vạn con trâu, bò, ngựa; sau đó lấy lại thành Thọ Xuân. Phù Kiên dẫn tàn quân chạy về Hoài Bắc.

## Bắc chinh
Nhân đà thắng lợi, Tạ An bèn cử Tạ Huyền làm Đô đốc tiên phong, cùng tướng Hàng Thạch Kiền đi đánh Tần. Quân Tạ Huyền chiếm được Viên Thành, Quyên Thành. Nhiều thành ở Hà Nam lần lượt xin hàng. Sau đó, ông dẫn quân đánh Thanh châu. Tướng Tần giữ Thanh châu là Phù Lãng bại trận xin hàng.
Sau khi bình định các châu Từ, Duyện, ông trở thành đô đốc coi việc quân sự cả bảy châu Từ, Duyện, Thanh, Ty, Ký, U, Bình, được phong làm Khang Lạc công. Tạ Huyền đóng quân ở Bành Thành, làm thái thú Cối kê.
Tháng giêng năm 388 thời Tấn Hiếu Vũ đế, Tạ Huyền lâm bệnh mất, lúc đó ông mới 46 tuổi. Trong số các con cháu của ông có Tạ Linh Vận (385 - 433) - cháu nội Tạ Huyền, cũng là một nhân vật tài hoa của gia tộc họ Tạ.